# Peltosaari (ö i Södra Savolax, Pieksämäki)
Peltosaari är en ö i Finland. Den ligger i sjön Vihtajärvi och i kommunen Pieksämäki i den ekonomiska regionen  Pieksämäki ekonomiska region  och landskapet Södra Savolax, i den södra delen av landet, 280 km nordost om huvudstaden Helsingfors. Öns area är 0,6 hektar och dess största längd är 130 meter i öst-västlig riktning.